# Museum of Flight
Pour les articles homonymes, voir Flight.

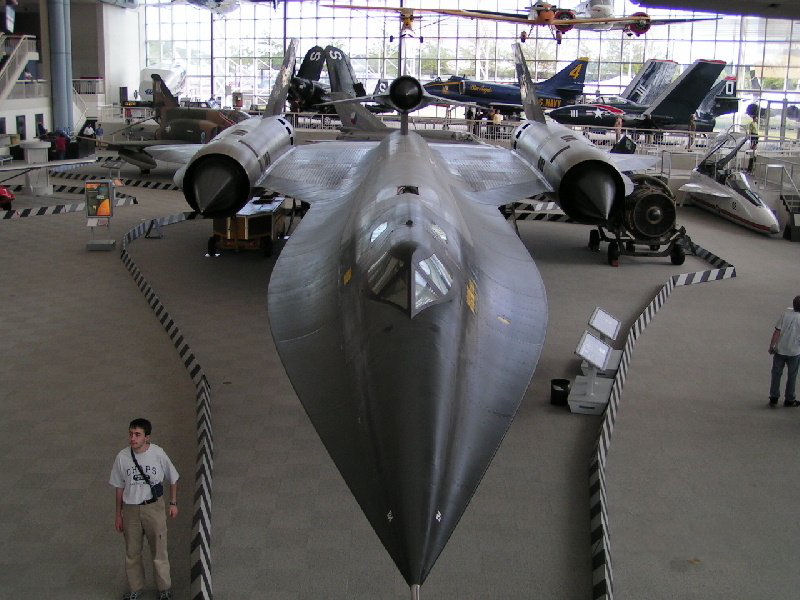
Un A-12 Oxcart exposé au Museum of Flight.

Le Museum of Flight (littéralement « Musée du vol ») est un musée privé d'aéronautique et d'aérospatiale, fondé en 1965 et situé sur l'aéroport Boeing-Comté de King à Tukwila, au sud de Seattle dans l'État de Washington.

## Historique
Le musée a été créé en 1965 et est accrédité par l'American Association of Museums. Plus grand musée privé aéronautique au monde, il est aussi l'un de ceux qui fournit le plus de programmes éducatifs aux enfants. En 2006, il a ainsi accueilli plus de 120 000 scolaires dans ce type de programmes.

## Collections

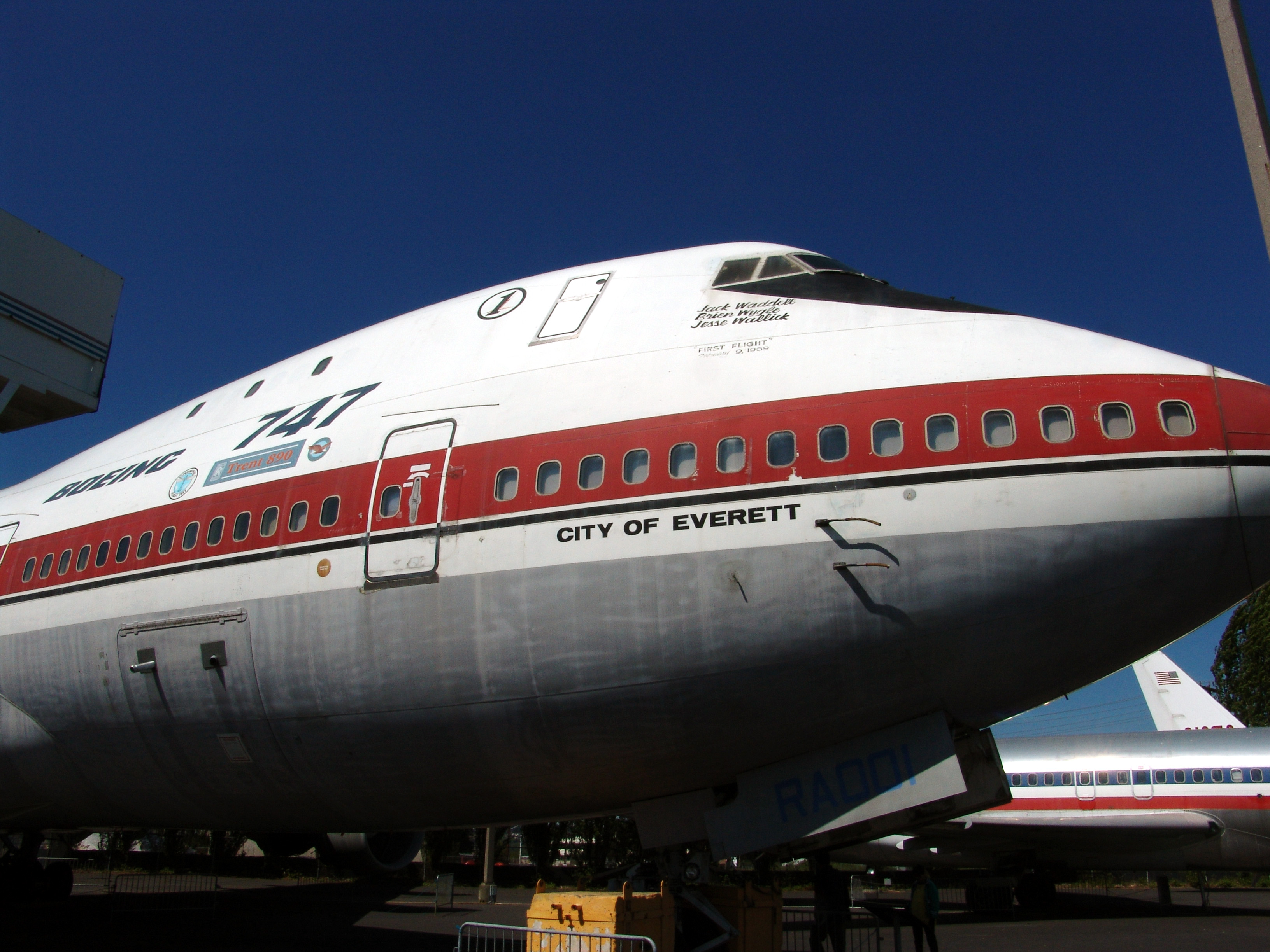
Le City of Everett au Museum of Flight.

En 2011, Le Museum of Flight expose plus de 80 aéronefs dont :
- le City of Everett, le premier Boeing 747 qui servit comme avion de ligne et fut nommé d'après la ville d'Everett à Washington. Il vola pour la première fois le 9 février 1969 ;
- le premier avion à réaction présidentiel américain, un Boeing VC-137B immatriculé « SAM 970 », qui servit dans la flotte présidentielle de 1959 à 1996 ;
- un Concorde de British Airways numéro 214, enregistré G-BOAG. ;
- un Caproni Ca.20, le premier avion de chasse de la Première Guerre mondiale ;
- un Lockheed D-21, un drone de reconnaissance et le seul survivant de la variante M-21 du Lockheed A-12 ;
- le second Lockheed Martin/Boeing DarkStar Tier III-, prototype de véhicule sans pilote ;
- le Gossamer Albatross II, un avion propulsé par la force humaine ;
- un des cinq Aerocar, des automobiles avec des ailes détachables et un propulseur ;
- le prototype LearAvia Lear Fan N626BL ;
- un des deux seuls Douglas DC-2 encore volant ;
- le seul Boeing 80A restant sur lequel Bob Reeve vola en Alaska.